# Masacre de la Estación Central de buses de Tel Aviv
La masacre de la Estación Central de Buses de Tel Aviv fue un ataque terrorista ocurrido el 5 de enero de 2003 en el que dos atacantes suicidas palestinos se inmolaron fuera de la Estación Central de buses de Tel Aviv, en Israel, matando a 23 civiles e hiriendo a más de 100 personas.
Después del atentado, la organización terrorista palestina Brigadas de Mártires Al-Aqsa se atribuyó la responsabilidad del crimen.

## El ataque
El domingo 5 de enero de 2003, dos atacantes suicidas palestinos se explotaron a menos de 500 metros el uno del otro, con solo 30 segundos de diferencia, en un área concurrida en Tel Aviv en el exterior de la Estación Central de Buses de Tel Aviv. 23 civiles murieron en el ataque y más de 100 resultaron heridos.

## Los atacantes
Tras del ataque, la red Al-Jazeera declaró que la organización terrorista palestina Brigadas de los Mártires de Al-Aqs se atribuyó la responsabilidad del bombardeo e informó que los perpetradores eran Boraq Abdel Rahman Halfa y Saber al-Nour de la ciudad de Nablus en Cisjordania.